# 川崎幾三郎
川崎 幾三郎（かわさき いくさぶろう）は高知県出身の実業家、川崎幾三郎(初代)の家系で当主に受け継がれる名である。特に二代目川崎幾三郎の高知県下に与えた影響は大きい。

## 川崎家
- 1646年（正保3）に近江国から下向し、香美郡田村 (南国市)に帰農[1]。

## 初代・川崎幾三郎
- 現在の高知県出身の豪商。
- 1732年（享保17）に高知城下の八百屋町へ移転し、田村屋を号する八百屋を創業[2]。
- 1741年（寛保元）に土佐藩御用達となる[3]。
- 衰退していた藩の製紙業の復興に尽力し、1813年（文化10）に名字帯刀を許される[4]。
- 個人名義で1896年(明治29)に政府に火力発電所の建設許可を申請。
- 翌1897年(明治30)4月1日に許可を得て、高知市大川筋に出力50キロワットの火力発電所を建設。

## 二代目・川崎幾三郎
- 1855年(安政2)生～1921年(大正10)没(享年65)
- 土佐の豪商・初代川崎幾三郎の二男・高知市生まれ。33歳の時，父幾三郎の名をついで二代目を名乗る。
- 実業家として,18歳の時に金物店の主人となったのをはじめに銀行・海運業に意欲をもち，多くの事業を展開した。銀行では土佐銀行(現四国銀行の前身)や、交通の分野では土佐電気鉄道の創立にも寄与し、その数は80を超えるともされる。 また，高知市会議員や高知商工会議所の会頭なども歴任した。教育にも力を入れ、私財を投じて川崎幼稚園(現在は閉園)や、1920年(大正9)に、土佐商船創立者で土佐セメント社長などを務めた地元実業家宇田友四郎（宇田耕一の父）とともに私立土佐中学校(現・土佐中学校・高等学校)を創立した[5]。

## 三代目・川崎幾三郎
- 文人で、頼山陽らとも交流を持った[6]。